# Brevipalpus rugosus
Brevipalpus rugosus är en spindeldjursart som beskrevs av De Leon 1960. Brevipalpus rugosus ingår i släktet Brevipalpus och familjen Tenuipalpidae. Inga underarter finns listade.